# 2002年7月逝世人物列表
2002年逝世人物列表：1月 - 2月 - 3月 - 4月 - 5月 - 6月 - 7月 - 8月 - 9月 - 10月 - 11月 - 12月
2002年7月逝世人物列表，是用於匯總2002年7月期間逝世人物的列表。

## 依日期排序

### 1日
- 席德·艾弗里（Sid Avery），83歲，美國攝影師（馬龍·白蘭度，漢弗萊·鮑嘉，伊莉莎白·泰勒）。[1]
- 約翰·巴爾（John Barr），83歲，美國職業籃球運動員（賓夕法尼亞州立大學，聖路易斯轟炸機隊）和教練（薩斯奎哈納大學）。[2]
- 米哈伊爾·克魯格（Mikhail Krug），40歲，俄羅斯歌手，搶劫后受傷。[3]
- 佩德羅·馬拉蒂亞（Pedro Maratea），89歲，阿根廷電影演員。
- 邁耶·萊因霍爾德（Meyer Reinhold），92歲，美國古典學者。[4]
- K. Venkatalakshmma，96歲，印度婆羅多舞者。
- 瑪麗塔·沃爾夫（Maritta Wolff），83歲，美國作家，小說改編成電影：《哨聲停止》（Whistle Stop），《我愛的人》（The Man I Love）。[5]

### 2日
- 厄爾·布朗（Earle Brown），75歲，美國作曲家，癌症。[6]
- Ray Brown，75歲，美國爵士貝斯手，以與奧斯卡·彼得森（Oscar Peterson）和艾拉·菲茨傑拉德（Ella Fitzgerald）合作而聞名。[7]
- 羅伯特·弗裡德曼（Robert I. Friedman），51歲，美國調查記者。[8]
- Jean-Yves Daniel-Lesur，93歲，法國管風琴家和作曲家。
- 詹姆斯·李（James Lee），79歲，美國編劇，心力衰竭和肺氣腫。[9]

### 3日
- 亨利·錢弗拉尼（Henry Cianfrani），79歲，美國州參議員，因腐敗指控入獄，中風。[10]
- 吉米·愛德華茲（Jimmy Edwards），49歲，美國職業足球運動員（明尼蘇達維京人隊）。[11]
- 厄爾·法蘭西斯（Earl Francis），66歲，美國棒球運動員（匹茲堡海盜隊，聖路易斯紅雀隊）。[12]
- 米歇尔·昂利，80歲，法國哲學家、現象學家和小說家。[13]
- 肯尼斯·羅斯·麥肯齊（Kenneth Ross MacKenzie），90歲，美國核物理學家。[14]

### 4日
- 傑拉爾德·貝爾斯（Gerald Bales），83歲，加拿大管風琴家、合唱團指揮和作曲家。[15]
- Benjamin O. Davis， Jr.，89歲，美國空軍四星上將，二戰塔斯基吉飛行員指揮官，阿爾茨海默病。[16]
- 曼蘇爾·赫克馬特（Mansoor Hekmat），51歲，伊朗理論家，癌症。
- 伊萬·莫法特（Ivan Moffat），84歲，英國編劇、電影製片人和社交名媛。[17]
- Lutz Moik，71歲，德國影視演員。
- 斯滕·薩繆爾森（Sten Samuelson），76歲，瑞典建築師。
- Laurent Schwartz，87歲，法國數學家。[18]
- Winnifred Van Tongerloo，98歲，英裔美國人，泰坦尼克號最年長的倖存者。
- 吉恩·威爾遜（Gene Wilson），76歲，美國職業足球運動員（SMU，綠灣包裝工隊）。[19]

### 5日
- 保羅·克勞登（Paul Claudon），82歲，法國電影製片人和演員。[20]
- 哈羅德·德揚（Harold Dejan），93歲，美國新奧爾良爵士中音薩克斯管演奏家和樂隊領隊，最令人難忘的是奧林匹亞銅管樂隊的領隊。[21]
- 安东尼奥·多梅尼卡利（Antonio Domenicali），66歲，義大利自行車運動員和場地自行車奧運冠軍。[22]
- 布雷特·希尔，57歲，澳大利亞奧運游泳運動員（1964年夏季奧運會男子200米蝶泳）。[23]
- 凯蒂·胡拉多（Katy Jurado），78歲，墨西哥女演員，腎衰竭，慢性阻塞性肺病。[24]
- 茲齊斯瓦夫·姆羅熱夫斯基，93歲，波蘭演員。[25]
- 保羅·韋斯（Paul Weiss），101歲，美國哲學家和作家，創立了《形而上學評論》和美國形而上學學會。[26]
- 萊因哈德·溫斯庫斯（Reinhard Wenskus），86歲，德國歷史學家。
- Wallace G. Wilkinson，60歲，美國商人和政治家，肯塔基州第57任州長，中風。[27]
- 泰德·威廉斯（Ted Williams），83歲，美國棒球運動員（波士頓紅襪隊），經理（華盛頓參議員隊/德克薩斯遊騎兵隊）和美國職業棒球大聯盟名人堂成員，心臟病發作。[28]

### 6日
- 迪魯巴伊·安巴尼（Dhirubhai Ambani），69歲，印度商人，中風。
- 約翰·弗蘭肯海默（John Frankenheimer），74歲，美國電影和電視導演（《惡魔島的鳥人》、《滿洲候選人》、《五月七日》）、心臟病發作、中風。[29]
- 謝赫·埃爾·哈斯納維（Cheikh El Hasnaoui），91歲，柏柏爾歌手。[30]
- 肯尼斯·科赫（Kenneth Koch），77歲，美國詩人和劇作家，白血病。[31]
- 塔庫爾·拉姆·拉爾（Thakur Ram Lal），72歲，印度政治家。
- Ugo Lombardi，90歲，義大利電影攝影師。
- 哈吉·阿卜杜勒·卡迪尔（Haji Abdul Qadeer），51歲，阿富汗北方聯盟領導人，殺人罪。
- 威廉·B·魯格（William B. Ruger），86歲，美國槍械設計師和企業家。[32]
- Pietro Valpreda，69歲，義大利無政府主義者、詩人、舞蹈家和小說家。

### 7日
- Kirkor Canbazyan，90歲，土耳其奧運自行車運動員（男子個人公路賽，1936年夏季奧運會男子團體公路賽）。[33]
- 吉姆·切里（Jim Cherry），30歲，美國音樂家，心臟問題。[34]
- Bison Dele，33歲，美國籃球運動員（丹佛掘金隊，底特律活塞隊），被謀殺。[35]
- Dorle Soria，101歲，公關人員、音樂製作人和記者。[36]
- 約翰·巴特勒·瓦爾登（John Butler Walden），62歲，坦桑尼亞軍官。
- 雷·伍德，71歲，英國職業足球運動員。[37]

### 8日
- 沃德·金博爾（Ward Kimball），88歲，美國動畫師（《白雪公主和七個小矮人》《彼得·潘》《瑪麗·波平斯》），肺炎。[38]
- 克拉倫斯·萊特納（Clarence Lightner），80歲，美國政治家和殯儀師。
- 洛娜·馬歇爾（Lorna Marshall），103歲，美國人類學家。
- 派翠克·羅傑（Patrick Rodger），81歲，英國聖公會主教，牛津主教。
- William Sarjeant，66歲，英國出生的加拿大地質學家。[39]
- 厄爾·香農（Earl Shannon），80歲，美國籃球運動員和大學教練。[40]
- 西德尼·斯皮瓦克（Sidney Spivak），74歲，加拿大政治家。

### 9日
- 傑拉爾德·坎皮恩（Gerald Campion），81歲，英國演員（Greyfriars School的Billy Bunter）。[41]
- 喬治·埃利亞斯（George Elias），88歲，澳大利亞賽艇運動員（1936年夏季奧運會男子八人賽艇）。[42]
- 布魯諾·弗萊因德利希（Bruno Freindlich），92歲，蘇聯和俄羅斯演員。
- 羅恩·斯嘉麗（Ron Scarlett），91歲，紐西蘭古動物學家。
- 馬德隆·塞利格曼（Madron Seligman），83歲，英國政治家。
- 肯尼斯·斯諾曼（Kenneth Snowman），82歲，英國珠寶商。[43]
- 戴夫·索倫森（Dave Sorenson），54歲，美國NBA和俄亥俄州立大學籃球運動員，癌症。[44]
- Rod Steiger，77歲，美國演員（《夜深人靜》、《海濱》、《日瓦戈醫生》），奧斯卡獎得主（1968年），腎衰竭。[45]

### 10日
- 馬里奧·科爾德羅（Mario Cordero），72歲，哥斯大黎加足球運動員和教練;他仍然在。
- 讓-皮埃爾·科特（Jean-Pierre Côté），76歲，加拿大政治家（魁北克省副省長，魁北克省肯納貝克市參議員）。[46]
- 阿爾貝丁·迪索（Albertin Disseaux），87歲，比利時賽車手。[47]
- 勞倫斯·賈尼弗（Laurence Janifer），69歲，美國科幻作家。[48]
- 沃爾特·麥克朗（Walter McCrone），86歲，美國化學家。
- 艾倫·舒爾曼（Alan Shulman），85歲，美國作曲家和大提琴家。[49]
- 約翰·瓦拉赫（John Wallach），59歲，美國記者和作家，和平種子組織（Seeds of Peace）的創始人。[50]

### 11日
- 张文秋，原名張國蘭，中國共產黨黨員，毛澤東的親家。
- Bernardas Brazdžionis，95歲，立陶宛詩人。[51]
- Rosco Gordon，74歲，美國藍調歌手和詞曲作者，心臟病發作。[52]
- 約翰·豪斯（John Howse），88歲，澳大利亞政治家。
- 加里·凱利（Garry Kelly），54歲，澳大利亞政治家，自殺。
- 孙犁，89歲，中國作家。[53]

### 12日
- 玛丽·卡鲁（Mary Carew），88歲，美國奧運短跑運動員（1932年夏季奧運會女子4米×100米接力）。[54]
- 吉列爾莫·拉爾科·考克斯（Guillermo Larco Cox），70歲，秘魯政治家。
- 約瑟芬娜·德拉托雷（Josefina de la Torre），94歲，西班牙小說家、歌劇歌手和演員。[55]
- 爱德华·李·霍华德（Edward Lee Howard），51歲，美國中央情報局特工和叛逃者，倒下了。[56]
- 瑪尼·克里希納斯瓦米（Mani Krishnaswami），72歲，印度歌手，心臟驟停。
- Ghanshyambhai C. Oza，90歲，印度政治家。
- 古列尔莫·佩森蒂（Guglielmo Pesenti），68歲，義大利賽車手。[57]
- 蒂姆·拉斯伯恩（Tim Rathbone），69歲，英國政治家，癌症。
- Ece Ayhan Çağlar，70歲，土耳其詩人。[58]

### 13日
- 凱里·布萊頓（Carey Blyton），70歲，英國作曲家和作家。[59]
- 尤瑟夫·卡希（Yousuf Karsh），93歲，加拿大人像攝影師，癌症。[60]
- 本尼·佩萊德（Benny Peled），74歲，以色列空軍司令，肺氣腫。[61]
- 埃裡克·普萊斯（Eric Price），83歲，英國板球運動員。[62]
- 赫伯特·維斯利（Herbert Vesely），71歲，奧地利電影導演和編劇。[63]
- 90歲的南非總檢察長珀西·尤塔爾（Percy Yutar）起訴了納爾遜·曼德拉（Nelson Mandela）。[64]

### 14日
- 哈利·伊戈爾·安索夫（Igor Ansoff），83歲，俄裔美國經濟學家和作家，戰略企業管理之父，肺炎。[65]
- David Asseo，88歲，1960年至2002年擔任土耳其共和國首席拉比和精神領袖。[66]
- 华金·巴拉格尔，95歲，多明尼加總統（1960年至1962年，1966年至1978年，1986年至1996年），消化性潰瘍病。[67]
- 44歲的墨西哥棒球運動員納爾遜·巴雷拉（Nelson Barrera）在職業生涯本壘打（455）和RBI（1,927）中領先墨西哥聯盟。[68]
- 納巴坎塔·巴魯阿（Nabakanta Barua），75歲，印度小說家和詩人。
- 亞歷克斯·弗雷澤（Alex Fraser），78歲，英裔美國科學家，被公認為進化計算的先驅。[69]
- 弗里茨·格拉茨（Fritz Glatz），58歲，奧地利賽車手，汽車碰撞。
- 科塞塔·格列柯，71歲，義大利電影女演員。[70]
- 黄琦，87歲，韓國武術家。
- 迪克·普卢格（Dick Ploog），65歲，澳大利亞自行車手。[71]

### 15日
- 查理斯·伯頓（Charles R. Burton），59歲，英國探險家，以環球探險隊成員而聞名，心臟病發作。[72]
- György Fehér，63歲，匈牙利電影導演和編劇。
- 勞里·洪科（Lauri Honko），70歲，芬蘭民俗學和比較宗教學教授。[73]
- 卡米盧斯·佩雷拉（Camillus Perera），64歲，斯裡蘭卡板球裁判。[74]
- 芭芭拉·倫道夫（Barbara Randolph），60歲，美國歌手和演員，癌症。
- 菲力浦·羅斯（Philip Roth），72歲，美國電視和電影演員。[75]
- 彼特·塞伯特（Pete Seibert），77歲，美國滑雪運動員，食道癌。[76]

### 16日
- 約翰·科克（John Cocke），77歲，美國計算機科學家。[77]
- 亚历山大·科尔钦斯基（Aleksandr Kolchinsky），47歲，蘇聯烏克蘭重量級希臘羅馬摔跤手和奧運冠軍，心力衰竭。[78]
- 喬治·埃德蒙·琳賽（George Edmund Lindsay），85歲，美國植物學家、博物學家和博物館館長。[79]
- 傑克·奧爾森（Jack Olsen），77歲，美國記者和作家。[80]
- 安東內拉·德拉·波塔（Antonella Della Porta），74歲，義大利女演員。
- 弗洛德·詹姆斯·湯普森（Floyd James Thompson），69歲，美國陸軍上校。[81]

### 17日
- Harry W. Gerstad，93歲，美國電影剪輯師。
- 瓦倫蒂娜·卡梅尼奧克-維諾格拉多娃，59歲，蘇聯/俄羅斯奧運排球運動員。[82]
- 约瑟夫·伦斯，90歲，荷蘭政治家，外交官和北約秘書長（1971-1984）。[83]
- Ubiratan Pereira Maciel，58歲，巴西籃球運動員。
- Lee Maye，67歲，美國棒球運動員（密爾沃基勇士隊、休斯頓太空人隊、克利夫蘭印第安人隊、華盛頓參議員隊），癌症。[84]
- 喬治·裡奇（George Rickey），95歲，美國動態雕塑家。[85]
- 安德列·西蒙尼（André Simonyi），88歲，匈牙利裔法國足球運動員。[86]
- 鮑比·沃思（Bobby Worth），89歲，美國詞曲作者，由弗蘭克·辛納屈（Frank Sinatra），賓·克羅斯比（Bing Crosby）和艾拉·菲茨傑拉德（Ella Fitzgerald）錄製。[87]

### 18日
- 維克多·埃默里（Victor Emery），68歲，英國物理學家，ALS。
- 霍华德·E·埃文斯，83歲，美國昆蟲學家。[88]
- 邱会作，88歲，中國陸軍中將。
- 安迪·柯比（Andy Kirby），40歲，美國賽車手，摩托車事故。
- Györgyi Marvalics-Székely，77歲，匈牙利擊劍運動員，奧運會銀牌得主。[89]
- 李紹祖，84歲，新加坡政治家和醫生，肺癌。
- Owsei Temkin，99歲，俄裔美國醫學史學家。[90]
- Metin Toker，78歲，土耳其記者和政治家，前列腺癌。
- 德爾·威爾伯，83歲，美國棒球運動員（聖路易斯紅雀隊、費城費城人隊、波士頓紅襪隊）和經理（德克薩斯遊騎兵隊）。[91]

### 19日
- 杜運燮，九叶诗人。
- 傑克·巴克曼（Jack Backman），80歲，美國政治家。
- 戴夫·卡特（Dave Carter），49歲，美國創作歌手，心臟病發作。[92]
- 亞歷山大·金茨堡，65歲，蘇聯持不同政見者。[93]
- 艾倫·洛馬克斯（Alan Lomax），87歲，美國藍調和民歌記錄者。[94]
- 葉夫多基亞·彼得羅娃（Evdokia Petrova），86歲，1950年代在澳大利亞的蘇聯間諜。
- 巴里·里德（Barry Reed），75歲，美國出庭律師和作家。[95]
- Spec Shea，81歲，美國棒球運動員（紐約洋基隊，華盛頓參議員隊）。[96]
- 弗蘭克·泰勒（Frank Taylor），81歲，英國體育記者。
- 弗拉基米尔·瓦休京，50歲，蘇聯宇航員，癌症。

### 20日
- 佩德羅·阿爾貝托·卡諾·阿裡納斯，33歲，西班牙足球運動員，腦溢血。[97]
- Michalis Kritikopoulos，56歲，希臘足球運動員，心臟驟停。
- Jan Komski，87歲，波蘭畫家。
- 吉米·麥克斯韋（Jimmy Maxwell），85歲，美國搖擺爵士小號手。[98]
- 羅蘭·墨菲（Roland E. Murphy），85歲，美國天主教主教和聖經學者。[99]

### 21日
- 約翰·坎寧安（John Cunningham），84歲，英國二戰夜間戰鬥機飛行員。[100]
- 米莉·迪根（Millie Deegan），82歲，美國棒球運動員（AAGPBL）。[101]
- Gus Dudgeon，59歲，英國唱片製作人（“Space Oddity”，“Your Song”，“Rocket Man”，“Daniel”），車禍。[102]
- 彼得·埃爾斯托布，86歲，英國士兵、冒險家、小說家和企業家。[103]
- 傑弗里·哈伯恩（Jeffrey Harborne），73歲，英國化學家和植物學教授。[104]
- 埃斯菲爾·斯洛博德金娜，93歲，俄裔美國藝術家、作家和插畫家。[105]

### 22日
- 費爾南多·施瓦爾布·洛佩斯·阿爾達納，85歲，秘魯政治家，總理（1963-1965年，1983-1984年）。
- 乔伊丝·库珀（Joyce Cooper），93歲，英國奧運游泳運動員（一枚銀牌：1928年，三枚銅牌：1928年、1928年、1932年）。 [106]
- 朱塞佩·科拉迪（Giuseppe Corradi），70歲，義大利足球運動員。
- 維克多·米涅耶夫（Viktor Mineyev），65歲，蘇聯-亞塞拜然現代五項全能運動員和奧運冠軍。[107]
- 馬里恩·蒙哥馬利（Marion Montgomery），67歲，美國爵士歌手，肺癌。[108]
- 沙烏地阿拉伯王室成員艾哈邁德·本·薩勒曼王子。[109]
- 49歲的巴勒斯坦政治家薩拉赫·謝哈德（Salah Shehade）是伊斯蘭運動哈馬斯的創始人之一，他被以色列殺害。
- 查克·特雷諾（Chuck Traynor），64歲，美國色情作家，心臟病發作。

### 23日
- 蒲敏道，瑞士籍天主教神父、天主教耶穌會會士。
- Gunnar Andreassen，89歲，挪威足球運動員和經理。[110]
- 阿爾貝托·卡斯蒂略（Alberto Castillo），87歲，阿根廷探戈歌手和演員。.[111]
- 克拉克·格斯納（Clark Gesner），64歲，美國作曲家、詞曲作者、作家和演員，心臟病發作。[112]
- 奧洛夫·拉格克蘭茨，91歲，瑞典作家、評論家和文學學者。
- 赫爾曼·林德曼（Hermann Lindemann），91歲，德國足球運動員和經理。
- 內德·馬丁（Ned Martin），78歲，美國體育解說員，心臟病發作。[113]
- Leo McKern，82歲，澳大利亞演員，糖尿病患者。[114]
- 卡佳·帕斯卡列娃（Katya Paskaleva），56歲，保加利亞電影和舞臺女演員，胰腺癌。
- 威廉·路德·皮爾斯（William Luther Pierce），美國新納粹分子，《特納日記》的作者，癌症。[115]
- Chaim Potok，73歲，美國作家，腦癌。[116]
- 伊德里斯·蘇利曼（Idrees Sulieman），78歲，美國波普和硬波普小號手，膀胱癌。
- 阿諾德·溫斯托克（Arnold Weinstock），77歲，英國實業家和商人，通用電氣公司董事總經理。[117]

### 24日
- 邁克·克拉克，61歲，美國橄欖球運動員（費城老鷹隊、匹茲堡鋼人隊、達拉斯牛仔隊），心臟病發作。[118]
- 彼特·科斯卡拉特（Pete Coscarart），89歲，美國棒球運動員（布魯克林道奇隊，匹茲堡海盜隊）。[119]
- 莫裡斯·德納姆（Maurice Denham），92歲，英國角色演員（《紫色平原》、《擊沉俾斯麥號》、《豺狼之日》）。[120]
- 穆斯塔法·曼蘇爾（Mustafa Mansour），87歲，埃及足球運動員。
- Al Silvera，66歲，美國棒球運動員（辛辛那提紅腿隊）。[121]
- 蓋內爾·廷斯利（Gaynell Tinsley），87歲，美式橄欖球運動員和教練。[122]
- 巴尼·懷特（Barney White），79歲，美國棒球運動員（布魯克林道奇隊）。[123]

### 25日
- 阿卜杜勒·拉赫曼·巴达维，埃及存在主義哲學家。[124]
- 鮑勃·巴爾（Bob Barr），94歲，美國棒球運動員（布魯克林道奇隊）。[125]
- 弗蘭克·康奈爾（Frank Connell），92歲，美國奧運自行車運動員（男子個人公路賽，1932年夏季奧運會男子團體公路賽）。[126]
- 約翰內斯·約阿希姆·德根哈特（Johannes Joachim Degenhardt），76歲，德國羅馬天主教主教。[127]
- 漢斯·多吉（Hans Dorjee），60歲，荷蘭足球運動員兼經理，心臟驟停。[128]
- 魯迪·多恩佈施（Rudi Dornbusch），60歲，德國宏觀經濟學家，對國際經濟學做出了根本性貢獻。[129]
- 克里夫·路易斯（Cliff Lewis），79歲，美國橄欖球運動員。[130]
- 伊茲·萊昂（Izzy León），91歲，古巴裔美國棒球運動員（費城費城人隊）。[131]
- 安格斯·蒙塔古，第12代曼徹斯特公爵，63歲，英國世襲貴族，心臟病發作。
- 路易士·歐文斯（Louis Owens），54歲，美國小說家和學者，自殺。[132]
- 亞歷山大·拉蒂烏（Alexander Ratiu），86歲，希臘天主教會的羅馬尼亞裔美國神父。
- 梅爾·特裡普利特（Mel Triplett），71歲，美國橄欖球運動員。[133]

### 26日
- 托尼·安霍爾特（Tony Anholt），61歲，英國電視演員（霍華德之路），腦瘤。[134]
- 巴迪·貝克（Buddy Baker），84歲，美國電影作曲家（《小熊維尼歷險記》、《蘋果餃子幫》、《狐狸與獵犬》）。[135]
- 肯尼·加德納（Kenny Gardner），89歲，蓋伊·隆巴多（Guy Lombardo）樂隊“加拿大皇家樂隊”（Royal Canadians）的美國歌手。[136]
- 多洛雷斯·奧爾梅多（Dolores Olmedo），93歲，墨西哥女商人，慈善家和音樂家。
- 乙川弘文，64歲，日本Sōtō禪宗僧侶，溺水身亡。

### 27日
- 阿納托利·巴什什金，78歲，俄羅斯足球運動員和教練（1956年夏季奧運會金牌得主）。[137]
- 罗纳德·布朗（Ronald Brown），80歲，英國政治家（代表肖爾迪奇和芬斯伯里以及哈克尼南和肖爾迪奇的國會議員）。[138]
- 迪克·克利夫蘭，72歲，美國奧運游泳運動員（1952年夏季奧運會男子100米自由泳）。[139]
- 弗蘭克·因（Frank Inn），86歲，美國馴獸師。[140]
- Krishan Kant，75歲，印度政治家，副總統（1997-2002），泰米爾納德邦州長（1996-1997）和安得拉邦州長（1990-1997），心臟病發作。[141]
- 羅斯科·謝爾頓（Roscoe Shelton），70歲，美國藍調和R&B歌手，癌症。

### 28日
- 斯維托米爾·貝利奇，55歲，塞爾維亞奧運拳擊手。[142]
- 阿納托爾·費金（Anatol Fejgin），91歲，波蘭共產黨和政治員警指揮官。
- 傑克·卡內姆（Jack Karnehm），85歲，英國斯諾克評論員，中暑。
- 阿彻·约翰·波特·马丁，92歲，英國化學家。[143]
- 唐納德·皮斯（Donald J. Pease），70歲，美國政治家。
- 史蒂夫·蘇喬克，83歲，美國棒球運動員（紐約洋基隊、芝加哥白襪隊、底特律老虎隊）。[144]
- 格哈德·韋塞爾（Gerhard Wessel），88歲，德國情報官員，聯邦情報局局長。[145]

### 29日
- 彼得·貝利斯，80歲，英國演員（《紅鞋子》《親愛的》《斯威尼》《加冕街》《洛夫喬伊》）。[146]
- Ad Dekkers，48歲，荷蘭自行車手。[147]
- Elmar Frings，63歲，德國奧運五項全能運動員（1964年五項全能：團體和個人，1968年五項全能：團體和個人）。[148]
- Sudhir Phadke，83歲，印度馬拉地語歌手兼作曲家，腦出血。
- 雷納托·皮羅基（Renato Pirocchi），69歲，義大利賽車手。
- 菲爾·史密斯（Phil Smith），50歲，美國籃球運動員，多發性骨髓瘤癌症併發症。[149]
- 羅恩·瓦洛茨基（Ron Walotsky），58歲，美國科幻小說家和奇幻藝術家。[150]

### 30日
- 喬治·阿爾弗雷德·巴納德（George Alfred Barnard），86歲，英國統計學家。[151]
- 萊爾·本傑明·博斯特（Lyle Benjamin Borst），89歲，美國核物理學家和發明家，曾參與曼哈頓計劃。[152]
- Ed Bruneteau，82歲，加拿大冰球運動員（底特律紅翼隊）。[153]
- AE Dyson，73歲，英國文學評論家、活動家和同性戀權利活動家，白血病。[154]
- 傑拉爾德·岡瑟（Gerald Gunther），75歲，德裔美國憲法學者。[155]
- 史蒂文·萊薩克（Steven Lysak），89歲，美國短距離皮划艇運動員，1948年夏季奧運會冠軍。[156]
- 阿特夫·塞勒姆（Atef Salem），75歲，埃及電影導演。
- 雷金纳德·施勒特（Reginald Schroeter），80歲，加拿大冰球運動員。[157]

### 31日
- 鮑裡斯·亞歷山德羅夫，46歲，蘇聯和哈薩克冰球運動員（莫斯科中央陸軍蘇聯冠軍隊，1976年冬季奧運會金牌得主），交通事故。[158]
- 彼得·阿什莫爾爵士，81歲，英國海軍上將，君主家庭主人。[159]
- 布魯克斯男爵雷蒙德·布魯克斯（Raymond Brookes,Baron Brookes），93歲，英國實業家和終身同齡人。[160]
- 斯拉夫卡·布迪諾娃，78歲，捷克斯洛伐克電影女演員。
- 陈宝莲，29歲，香港女演員，自殺。[161]
- Gordon Chown，79歲，加拿大律師和政治家，國會議員（代表曼尼托巴省溫尼伯南部的下議院）。[162]
- 弗朗西斯·塞爾（Francis Searle），93歲，英國電影導演、編劇和製片人。